# غاريقون محمر
غاريقون محمر (الاسم العلمي: Agaricus erubescens ) هو نوع الفطريات يتبع جنس الغاريقون من الفصيلة الغاريقونية.